# Rhopalopsole furcata
Rhopalopsole furcata är en bäcksländeart som beskrevs av Yang, D. och C. Yang 1994. Rhopalopsole furcata ingår i släktet Rhopalopsole och familjen smalbäcksländor. Inga underarter finns listade i Catalogue of Life.